# Freda Indursky
Freda Indursky (Porto Alegre, 20 de maio de 1940) é uma linguista brasileira conhecida por seus trabalhos em análise do discurso, sendo considerada pioneira nos estudos pecheutianos no Brasil. É professora titular da Universidade Federal do Rio Grande do Sul.

## Obras selecionadas
Livros
- A fala dos quartéis e as outras vozes (1997)
- O discurso do/sobre o MST: movimento social, sujeito, mídia (2019)

Artigos e capítulos
- "Leitura como suporte para a produção textual" (com Maria Alice Kauer Zinn, 1985)
- "Polêmica e denegação: dois fundamentos discursivos da negação" (1990)
- "Da heterogeneidade do discurso à heterogeneidade do texto e suas implicações no processo da leitura" (2001)
- "Lula lá: estrutura e acontecimento" (2003)
- "Remontando de Pêcheux a Foucault: uma leitura em contraponto" (2005)
- "O texto nos estudos da linguagem: especificidades e limites" (2006)